# Maria Parr

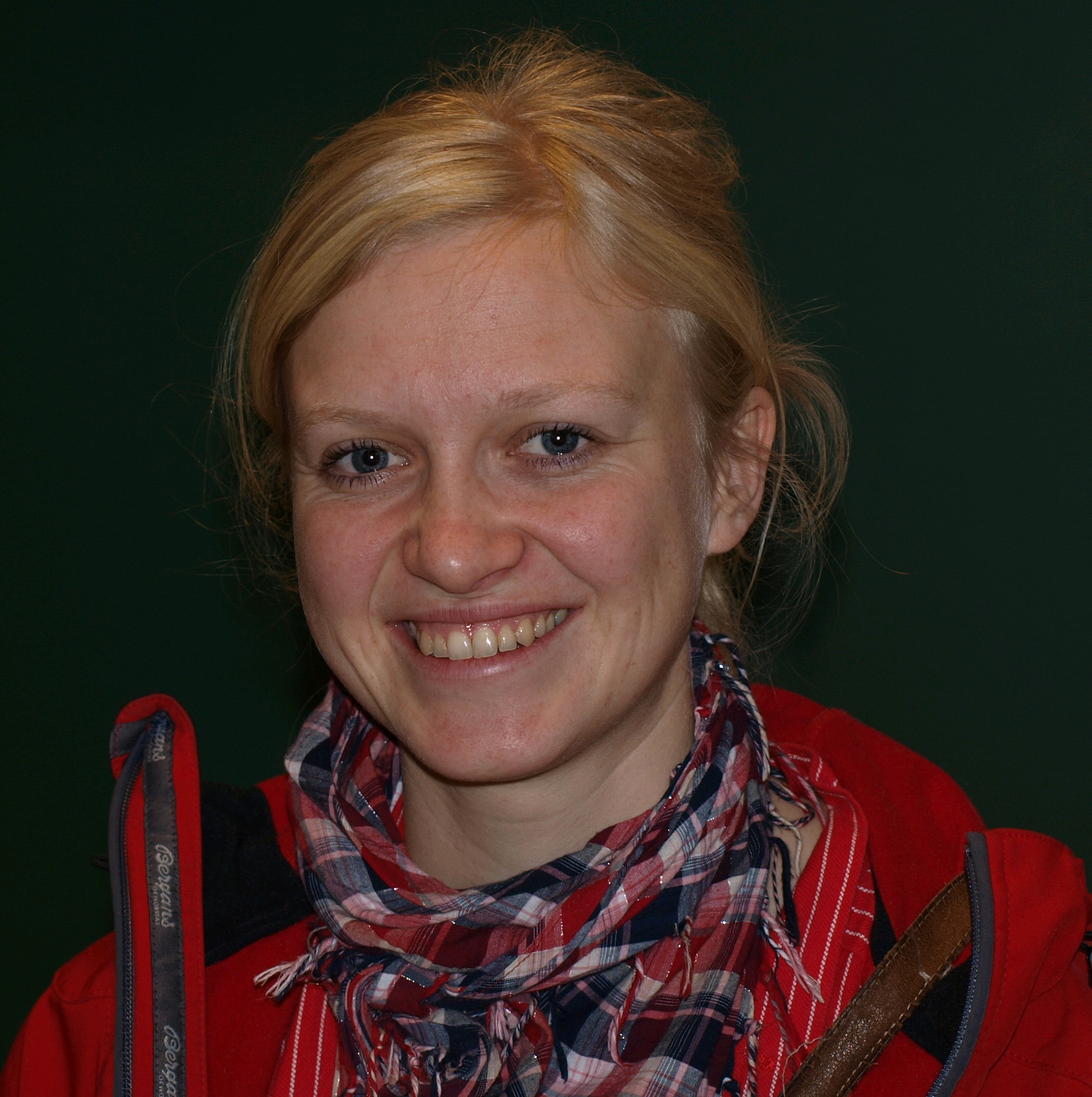
Maria Parr (2009)

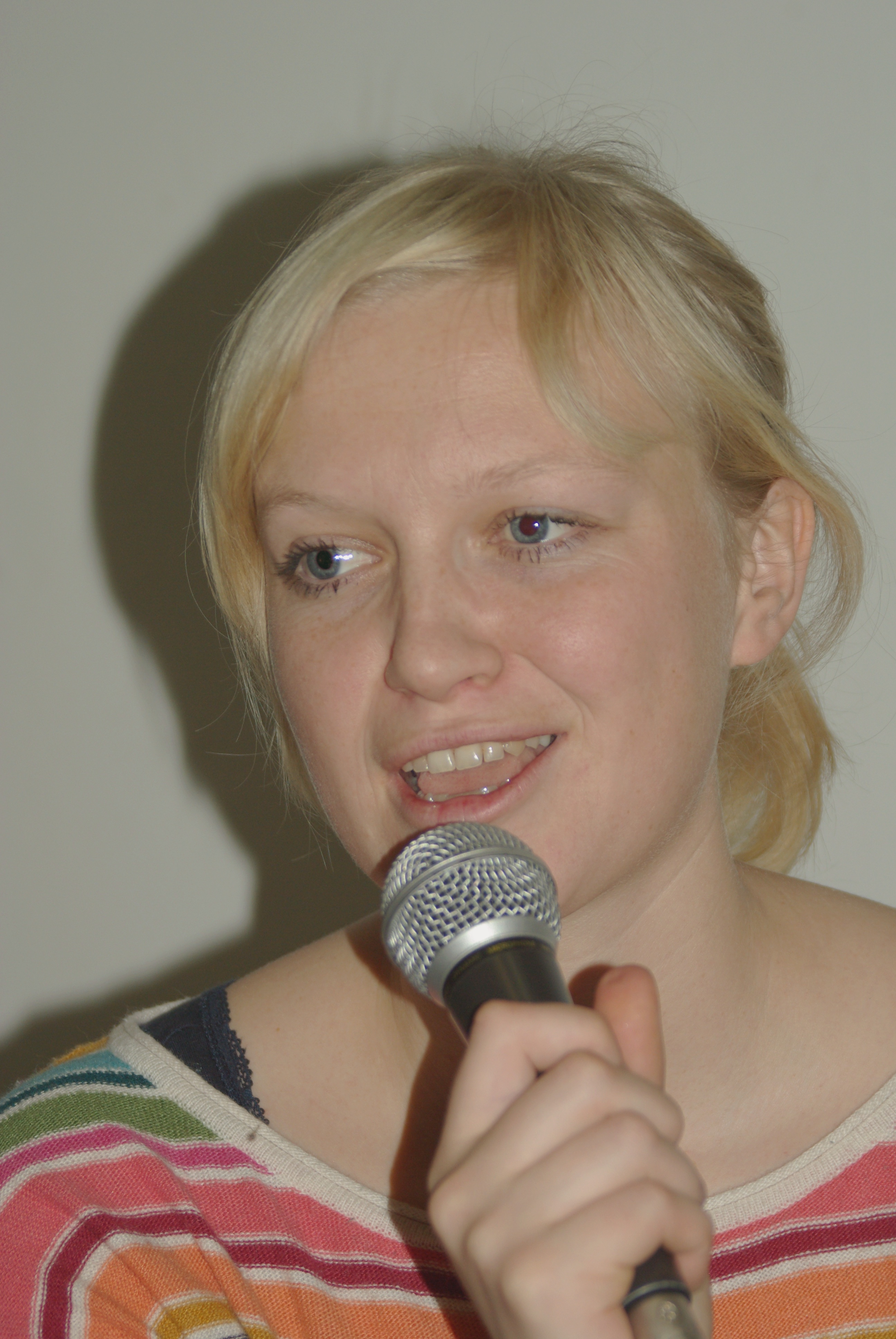
Maria Parr (2010)

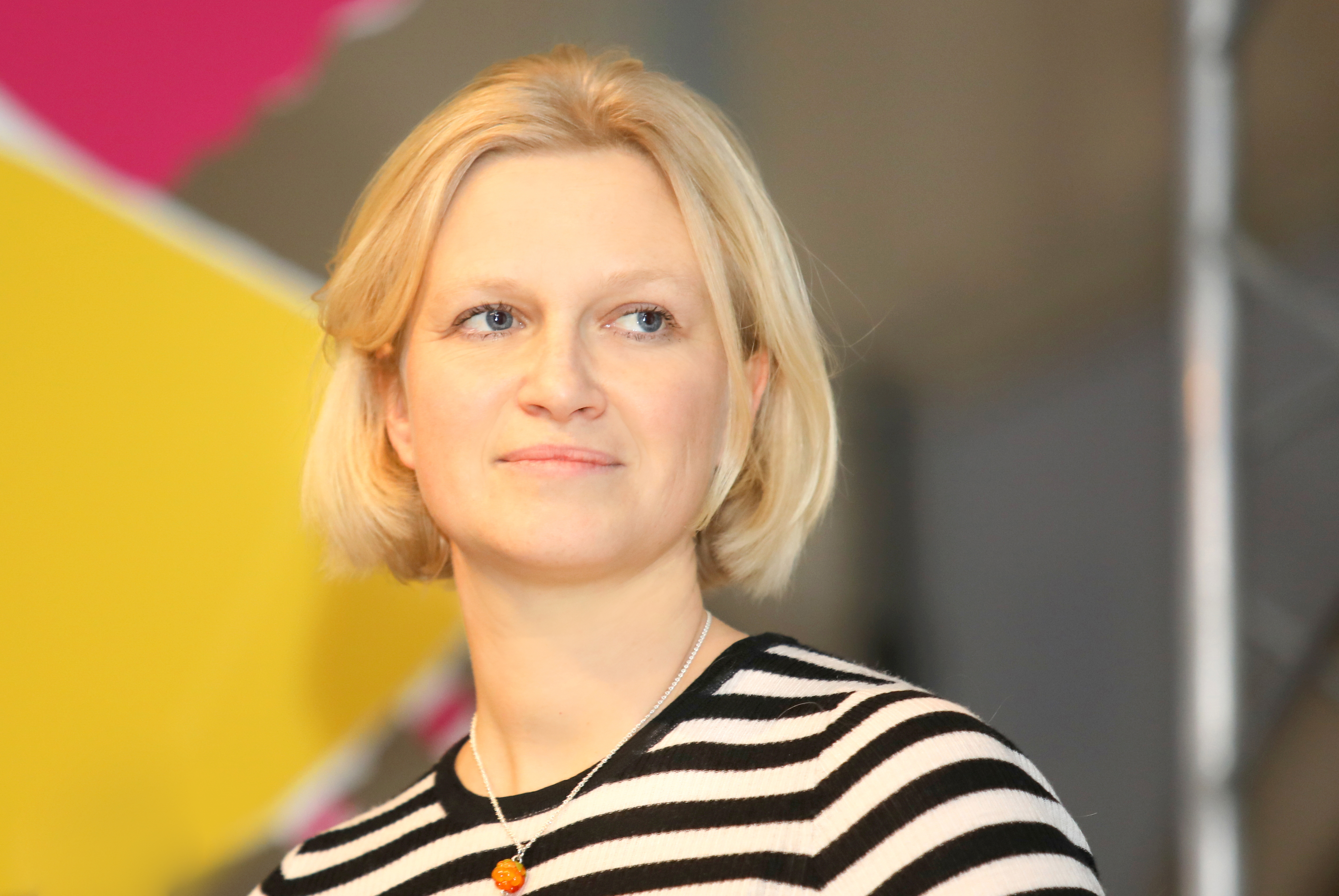
Maria Parr in Moskau (2019)

Maria Parr (* 18. Januar 1981 in Fiskå bei Vanylven) ist eine norwegische Schriftstellerin. Mit Vaffelhjarte (2005, deutsch: Waffelherzen an der Angel, 2008), Tonje Glimmerdal (2009, deutsch: Sommersprossen auf den Knien, 2010) und Oskar og eg (2023, deutsch: Himbeereis am Fluss, 2024) sind bislang drei Bücher von ihr erschienen, die in deutscher Übersetzung vorliegen. Maria Parr gilt als eine der bedeutendsten zeitgenössischen norwegischen Schriftsteller im Bereich der Kinder- und Jugendliteratur. Für ihre zwei Bücher wurde sie national wie international vielfach ausgezeichnet, unter anderem mit dem Bragepreis (2009), dem Prix Sorcières (2010) und dem Luchs des Jahres (2010).

## Leben und Werk
Parr hat ihr Studium der Nordischen Literatur an der Universität Bergen mit dem Master abgeschlossen und setzt derzeit ihr Studium an der Hochschule in Volda fort.
Ihr erstes Buch Vaffelhjarte erschien 2005 in Norwegen und erzählt von Lena und Trille, die auf dem Land leben und ihren Alltag durch verrückte Streiche aufpeppen. Für Vaffelhjarte erhielt Parr den Nynorsk-Preis und den niederländischen Kinderbuchpreis Zilveren Griffel. Das Buch wurde in mehrere Sprachen übersetzt, darunter auch ins Deutsche. Außerdem wurde es 2011 vom norwegischen Fernsehen NRK verfilmt. Drehort war die westnorwegische Insel Runde. Aufgeteilt in 7 Episoden wurde diese Verfilmung unter dem Titel Waffelherzen mittlerweile mehrfach bei KIKA gesendet.
Auch Parrs zweites, im Jahr 2009 veröffentlichtes Buch Tonje Glimmerdal wurde ein Erfolg, in 15 Länder verkauft und unter anderem mit dem Brage-Preis ausgezeichnet. Die deutsche Übersetzung ("Sommersprossen auf den Knien") erschien 2010 und wurde mit dem Luchs des Jahres ausgezeichnet. In Tonje Glimmerdal erzählt Parr von Tonje, dem einzigen Kind in einem kleinen Dorf, das mit dem uralten Gunnvald als Freund vorliebnehmen muss, der aber für jeden Spaß zu haben ist. Als Gunnvald ins Krankenhaus muss und eine fremde unfreundliche Frau plötzlich auftaucht und in sein Haus zieht, muss Tonje ihren gesamten Ideenreichtum aufwenden, um das Rätsel zu lösen. Das Buch beschäftigt sich dabei mit Johanna Spyris erstem Band von Heidi und kann als moderne Version oder moderner Kommentar zu ihm gelesen werden. Am 26. Oktober 2013 feierte Tonje Glimmerdal als Theaterstück am Norwegischen Theater in Oslo Premiere.
Parrs Bücher wurden in mindestens 12 Sprachen übersetzt (Dänisch, Deutsch, Englisch, Französisch, Indisch, Japanisch, Niederländisch, Polnisch, Russisch, Schwedisch, Tschechisch, Türkisch). Vor allem in Russland sind Parrs Kinderbücher sehr populär. Vaffelhjarte verkaufte sich dort mehr als 20.000 Mal und Tonje Glimmerdal mehr als 12.000 Mal.
Parr gilt als die derzeit bedeutendste norwegische Kinderbuchautorin. Wegen ihres Themenspektrums und literarische Stils ihrer Bücher wird sie oft mit Astrid Lindgren und Johanna Spyri verglichen. Schon für ihre ersten zwei Bücher gewann sie eine beeindruckte Anzahl von Preisen und Auszeichnungen. Auch die Literaturkritik feiert sie euphorisch.
Parr ist regelmäßig in Deutschland für Lesungen unterwegs. 2010 war sie im Juli Gast auf dem 1. Ravens Festival in München und auf dem Nordlandfest in Kiel und 2011 im Mai auf dem Norwegenfestival in Hamburg. Im September 2012 stellte sie ihre Bücher im Rahmen des Kinder- und Jugendprogramms des 12. internationalen literaturfestivals berlin vor. Dort war sie ebenfalls Jurymitglied der Auszeichnung Das außergewöhnliche Buch´.

## Presseschau
Susanne Gaschke schreibt in der  Zeit über Parrs literarischen Stil: "Es muss für junge skandinavische Autorinnen eine Art Fluch sein, dass ständig die Frage in der Luft liegt: Könnte diese hier die neue Astrid Lindgren sein? Und wahrscheinlich wirkt die Zuschreibung wie eine sich selbst ruinierende Prophezeiung: Wen man so beschreibt, der wird es nimmer. Das wollen wir für Maria Parr, von der noch viel zu erwarten ist, ganz bestimmt nicht bewirken. Darum sei hier nur so viel gesagt: Ihre Sprache ist nicht weniger klar, präzise und eindringlich als Lindgrens. Ihre Erinnerung daran, was es heißt, ein Kind zu sein, ist nicht weniger schmerzhaft wahr und berührend. Ihre Stimme ist ganz ihre eigene: jung, neu und hell – aber auch ein wenig dunkel. Zum Glück." Für  die Süddeutsche Zeitung vom 5. September 2008 ist bei Waffelherzen an der Angel "nicht nur der Titel ungewöhnlich. Diese Mischung aus Spannung, Komik, auch Trauer, die mit viel Gefühl und fetzigen Dialogen erzählt wird, zeigt eine glaubwürdige Heldin, die ihre eigenen Erfahrungen machen darf, nicht um etwas zu lernen, wie so oft bei der Lektüre für Kinder, sondern um zu erfahren, was das Leben bedeuten kann." Für Angelika Overath von der Neuen Zürcher Zeitung ist "der mehrfach preisgekrönte Kinderroman Sommersprossen auf den Knien (...) ein dramaturgisch brillantes Stück Kinderliteratur, spannend, überraschend, märchenhaft. Mit Zärtlichkeit und Humor wird von Vertrauen und Freundschaft erzählt, von Liebe und Enttäuschung zwischen Eltern und Kindern." Auch im Bulletin Jugend & Literatur (Ausgabe 4/2010) wird die besondere Qualität von Parrs Sommersprossen auf den Knien hingewiesen: "Der Charme dieses beeindruckenden Kinderromans, der neben anderen Preisen den Luchs von der  Zeit und Radio Bremen erhielt, liegt in der gelungenen Mischung aus Tempo, Situationskomik und Sinn für leise zwischenmenschliche Töne sowie für allgemein gültige Werte. Das hat schon etwas, wie Maria Parr phasenweise ein wenig »altmodisch« in Ton und Haltung erzählt, um dann wieder ganz spritzig ein Detail höchst zeitgemäß auf den Punkt zu bringen. Die dezenten, comicartigen Zeichnungen von Heike Herold treffen das Frische, Lebendige des Romans genau." Die Jury des Jahres-Luchs-Preises 2010, den Parr gewann, war begeistert von der "bestechenden sprachlichen und erzählerischen Qualität" des Buches.

## Bibliografie
- Vaffelhjarte. Illustrationen von Bo Gaustad. Det Norske Samlaget, Oslo 2005, ISBN 82-521-6659-8.
  - deutsch: Waffelherzen an der Angel. Illustrationen von Marine Ludin, Übersetzung aus dem Norwegischen von Christel Hildebrandt. Dressler, Hamburg 2008, ISBN 978-3-8415-0065-6. (die deutschsprachige Ausgabe enthält nicht die Illustrationen der norwegischsprachigen Originalausgabe)
- Tonje Glimmerdal. Illustrationen von Åshild Irgens. Det Norske Samlaget, Oslo 2009, ISBN 978-82-521-7403-8.
  - deutsch: Sommersprossen auf den Knien. Illustrationen von Heike Herold, Übersetzung aus dem Norwegischen von Christel Hildebrandt. Dressler, Hamburg 2010, ISBN 978-3-7915-1610-3. (die deutschsprachige Ausgabe enthält nicht die Illustrationen der norwegischsprachigen Originalausgabe)
- Keeperen og havet. Mit dem Brageprisen 2017 ausgezeichnet. Det Norske Samlaget, Oslo 2017, ISBN 978-82-521-9682-5
- Storebror. Det Norske Samlaget, Oslo 2019
- Oskar og eg. Illustrationen von Åshild Irgens. Det Norske Samlaget, Oslo 2023
  - deutsch: Himbeereis am Fluss. Illustrationen von Åshild Irgens, Übersetzung aus dem Norwegischen von Christel Hildebrandt. Dressler, Hamburg 2024, ISBN 978-3-7513-0125-1.

## Nominierungen und Auszeichnungen
- 2005: Nynorsk-Preis für Kinder- und Jugendliteratur in Norwegen für Waffelherzen an der Angel
- 2006: Sokneprest Alfred Andersson-Ryssts fond in Norwegen für Waffelherzen an der Angel
- 2007: Nominierung für den Brage-Preis im Januar in Norwegen für Waffelherzen an der Angel
- 2008: Zilveren Griffel in den Niederlanden für Waffelherzen an der Angel
- 2008: Der bunte Hund - Bestenliste im Juni in Deutschland für Waffelherzen an der Angel
- 2009: Ole Vig-prisen in Norwegen für Waffelherzen an der Angel und Sommersprossen auf den Knien
- 2009: Bragepreis in Norwegen für Sommersprossen auf den Knien
- 2009: Teskjekjerring-Preis in Norwegen für "Sommersprossen auf den Knien"
- 2009: Kritikerpreis in Norwegen in der Kategorie Bestes Kinder- und Jugendbuch für Sommersprossen auf den Knien
- 2009: Nynorsk-Preis für Kinder- und Jugendliteratur in Norwegen für Sommersprossen auf den Knien
- 2010: Årets nynorskbrukar-Preis in Norwegen
- 2010: Prix Sorcières in Frankreich in der Kategorie Romans 9-12 ans für Sommersprossen auf den Knien
- 2010: Nominierung für den Tam Tam-Preis in Frankreich für Waffelherzen an der Angel
- 2010: Luchs des Monats September in Deutschland für Sommersprossen auf den Knien
- 2010: Luchs des Jahres in Deutschland für Sommersprossen auf den Knien
- 2010: Gast auf dem 1. White Ravens Festival in München
- 2010: Die besten 7  - Bücher für junge Leser in Deutschland im November für Sommersprossen auf den Knien
- 2010: LeseLotse in Deutschland im Oktober für Sommersprossen auf den Knien
- 2011: Empfehlungsliste des Katholischen Kinder- und Jugendbuchpreises für Sommersprossen auf den Knien
- 2011: ALEKI-Buch des Semesters im Januar für Sommersprossen auf den Knien
- 2011: Lilipuz-Tipp von WDR 5 im Januar für Sommersprossen auf den Knien
- 2012: Gullruten-Preis für die Kinderserie Waffelherzen an der Angel als beste Kinder- und Jugendserie des Jahres
- 2012: Sommersprossen auf den Knien erscheint auf der IBBY Honour List
- 2017: Brageprisen für Keeperen og havet
- 2018: Sultprisen
- 2023: Brageprisen für Oskar og eg

## Festivalteilnahmen
- 2012: Kinder- und Jugendprogramm des 12. internationalen literaturfestivals berlin im September (Vorstellung der Bücher Waffelherzen an der Angel (2008) und Sommersprossen auf den Knien (2010))